# Fenny Heemskerk
Fenny Heemskerk (ur. 3 grudnia 1919 w Amsterdamie, zm. 8 czerwca 2007 w Amersfoort) – holenderska szachistka.

## Kariera szachowa
Od końca lat 30. XX wieku do końca 60. należała do grona najlepszych holenderskich szachistek, a w latach 50. – do ścisłej światowej czołówki. Pomiędzy 1937 a 1961 rokiem dziesięciokrotnie zdobyła tytuły indywidualnej mistrzyni kraju, natomiast w latach 1957, 1963, 1966 i 1969 czterokrotnie brała udział w szachowych olimpiadach (w roku 1957 na I szachownicy), za każdym razem zajmując wraz z drużyną miejsca w pierwszej dziesiątce.
Na przełomie 1949 i 1950 roku wystąpiła w Moskwie w turnieju o mistrzostwo świata, w którym zajęła VIII miejsce. Do roku 1967 czterokrotnie brała udział w turniejach pretendentek, największy sukces w karierze osiągając w 1952 roku w Moskwie, gdzie zajęła II miejsce (wynik ten odpowiadał wówczas trzeciej pozycji na świecie, za Elizawietą Bykową i Ludmiłą Rudenko).
Kilkakrotnie uczestniczyła w międzynarodowych kobiecych turniejach organizowanych w Piotrkowie Trybunalskim, najlepsze wyniki notując w latach 1970 (I m.) i 1971 (dz. II m.).
W 1950 r. otrzymała tytuł mistrzyni międzynarodowej, natomiast w 1977 r. Międzynarodowa Federacja Szachowa przyznała jej honorowy tytuł arcymistrzyni, za wyniki osiągnięte w przeszłości.